# 本多侔
本多 侔（ほんだひとし、）は、日本の造園学者。千葉大学園芸学部教授、国際武道大学教授、南九州大学教授を歴任。専門は運動競技用芝生など。日本造園学会会長、明治神宮神宮林苑顧問などを歴任。 
1980年、大気汚染研究協会賞（斎藤 潔賞）受賞。
1995年一般社団法人日本公園緑地協会北村賞受賞。
1970年日本造園学会賞受賞（論文調査部門）。